# شبكة ممارسة
شبكة الممارسة (بالإنجليزية: Network of practice)‏ هي مفهوم وُضع من قِبل John Seely Brown وPaul Duguid، ويعني مجموعة من شبكات التواصل الاجتماعية مختلفة الأنواع التي تسهل تبادل المعلومات بين الأفراد الذين لديهم أهداف مثل ممارسة شيء ما ذو علاقة.

## مقدمة
المصطلح (شبكة) يعني مجموعة من الأفراد المتصلين بعلاقة اجتماعية. وكلمة (ممارسة) تمثل الركيزة التي تربط الأفراد في شبكتهم. والفكرة الأساسية هي أن الممارسة تعني أفعال الأفراد والمجموعات عندما يؤدون أعمالهم مثل ممارسة مهندس البرمجيات، الصحفي ..إلخ، وهذه الممارسة تقتضي التفاعل بين الأفراد.

## الفرق بين شبكة الممارسة وغيرها من الشبكات
ما يميز شبكة الممارسة عن غيرها من الشبكات هو أن سببها الرئيسي هو تفاعل الأفراد وتبادلهم المعلومات مع بعضهم البعض ليقوموا بأداء أعمالهم، بحيث يسألون عن أمور ويتشاركون المعرفة فيما بينهم.
وليس ضروريا أن يشغل أفراد شبكة الممارسة الوظيفة نفسها أو العمل نفسه أو حتى لديهم نفس الانضباط الوظيفي، فهي قد تضم أفرادا من مختلف الوظائف والأعمال.

## الفرق بين مجتمع الممارسة وشبكة الممارسة
| وجه المقارنة  | مجتمع الممارسة                | شبكة الممارسة                                                                   |
| ------------- | ----------------------------- | ------------------------------------------------------------------------------- |
| الحجم         | مجموعة جزئية من شبكة الممارسة | أعم وأشمل                                                                       |
| المكان        | متخصص ومحلي                   | عالمي(غير محدد)، لأن أفرادها من جميع أنحاء العالم                               |
| روابط الأفراد | يرتبط أفرادها بروابط قوية     | مجتمع افتراضي يرتبط أفراده بروابط ضعيفة، قد لا يعرف الأفراد بعضهم بعضا          |
| طريقة التواصل | يلتقون مع بعضهم وجها لوجه     | المدونات، قوائم الإرسال الإلكترونية، لوحات النشرات، قد لا يلتقون أبدا وجها لوجه |

## التمييز بين شبكات الممارسة ومجموعات العمل الرسمية
| وجه المقارنة             | مجموعات العمل الرسمية                                        | شبكات الممارسة |
| ------------------------ | ------------------------------------------------------------ | --- |
| طريقة الحصول على المعرفة | استخدام التحكم الرسمي لدعم تبادل المعرفة، مثل التزام تعاقدي  | تعزيز تدفق المعرفة عن طريق الشبكات الاجتماعية |
| الحجم                    | عدد أفرادها يكون قليلا في الغالب.                            | يتفاوت عدد أفرادها، قد يكون قليلا وقد يصل إلى الآلاف. |
| التكوين                  | أعضاؤها تم تكليفهم بمهامهم                                   | أعضاؤها متطوعون ليس على عضويتهم أي قيود رسمية. |
| التوقعات                 | متوقع من الأعضاء أن يؤدوا عملا معينا ليصلوا إلى الهدف المحدد | الأعضاء الذين يسعون للمعرفة ليس لهم أي تحكم على من يرد على أسئلتهم أو حتى على مصداقية الإجابة، لذا قد لا يتحقق الهدف المتوقع وهو حصول باحثي المعرفة على ما يريدون. |

## أمثلة عليها
كل شبكة اجتماعية يمكن أن تعتبر شبكة ممارسة، بشرط أن يكون أفرادها ممارسون لشيء مشترك. مثل شبكة لممارسة لغة الجافا، بحيث يكون لأفرادها حسابات في شبكة تواصل مثل MySpace وFacebook.

## فوائدها
مثل هذه الشبكات تفيد كلا من المحترفين والمبتدئين.

### فوائدها للمحترفين
تنمي معرفتهم وتزيد من إدراكهم من خلال الاحتكاك بالآخرين المحبين لموضوع الممارسة (لغة الجافا مثلا)، وكل محترف يوجد من يفوقه احترافا ومعرفة فيتعلم منه، كذلك تنمي معرفتهم من خلال الإجابة على أسئلة الآخرين حيث أن الإجابة على شيء ما تقتضي التفكير فيه والبحث عنه أحيانا.

### فوائها للمبتدئين
يستطيعون من خلالها التعرف على المحترفين والخبراء وأخذ نصائح منهم في كيفية التعلم، كما يستطيعون أيضا طرح أسئلة ليجيب عليها الأخرون.